# 陸軍中野学校 密命
『陸軍中野学校 密命』（りくぐんなかのがっこうみつめい）は、1967年6月17日に大映が配給した、井上昭監督、市川雷蔵主演のスパイ映画。市川雷蔵主演でシリーズ化された『陸軍中野学校シリーズ』全5作品の、第4弾である。

## あらすじ
中国でスパイ活動をしていた椎名次郎は、憲兵に逮捕され、日本の拘置所で拷問を受ける。椎名はそこで元外相の高倉と出会う。椎名は釈放され、旧知の草薙の策略によって、自分が逮捕されたと知る。草薙は椎名と高倉と知り合わせるために故意に逮捕させていた。草薙は、軍の機密の漏洩が、高倉に関わりがあると睨んだ。椎名は、陸軍中野学校時代の同期の男と共に高倉の身辺を探る。

## 配役
- 市川雷蔵 : 椎名次郎
- 加東大介 : 草薙中佐
- 高田美和 : 高倉美鈴
- 野際陽子 : 浅井夫人
- 山下洵一郎 : 狩谷三吉
- 千波丈太郎 : 小柳
- 久米明 : 特高課長
- 水原浩一 : 三枝
- 伊達三郎 : 憲兵大尉
- 浜田雄史 : 巡察将校
- 黒木現 : 看守
- 松田剛武 : 憲兵
- フランツ・グレーベル : ウィンクラー大佐
- 橘公子 : まつ
- 北龍二 : 坂上
- 五味龍太郎 : 青年将校
- 内田朝雄 : 大庭次官
- 山形勲 : 高倉秀英

## スタッフ
- 監督 : 井上昭
- 企画 : 関幸輔
- 撮影 : 今井ひろし
- 美術 : 西岡善信
- 音楽 : 斎藤一郎
- 編集 : 山田弘
- 脚本 : 舟橋和郎

## 併映作品
- 『悪名一代』 : 安田公義監督

## 陸軍中野学校シリーズ
- 『陸軍中野学校』 (1966年6月4日) 増村保造監督
- 『陸軍中野学校 雲一号指令』(1966年9月17日) 森一生監督
- 『陸軍中野学校 竜三号指令』 (1967年1月3日) 田中徳三監督
- 『陸軍中野学校 密命』 (1967年6月17日) 井上昭監督
- 『陸軍中野学校 開戦前夜』 (1968年3月9日) 池広一夫監督